# Agria shinonagai
Agria shinonagai är en tvåvingeart som först beskrevs av Hiromu Kurahashi 1975.  Agria shinonagai ingår i släktet Agria och familjen köttflugor. Inga underarter finns listade i Catalogue of Life.